# Йосип Рунянин
Йосип Рунянин (хорв. Josip Runjanin, серб. Јосіф Руњанін; 8 грудня 1821, Вінковці, Австрійська імперія — 2 лютого 1878, Новий Сад, Австро-Угорщина) — хорватський композитор, автор мелодії хорватського національного гімну.

## Біографія
Рунянин народився у сербській родині в грудні 1821 году. Був хрещений в сербській православній церкві в Вінковцах. У цьому ж місті здобув освіту, а потім навчався в місті Сремскі-Карловці. Служив в австрійському імператорському війську кадетом у місті Глина. Під час служби отримав чин капітана, а також навчився грати на фортепіано. Під час служби зацікавився рухом іліристав і познайомився з поетом Антуном Міхановічем. Загальновизнано, що Рунянин, любитель музики, написав музику до патріотичної хорватської пісні Міхановича «Наша прекрасна Батьківщина» в 1846 році. Хорватський гімн був уперше виконаний на вулицях Загреба в 1891 році під час хорватського-славонскай виставки.

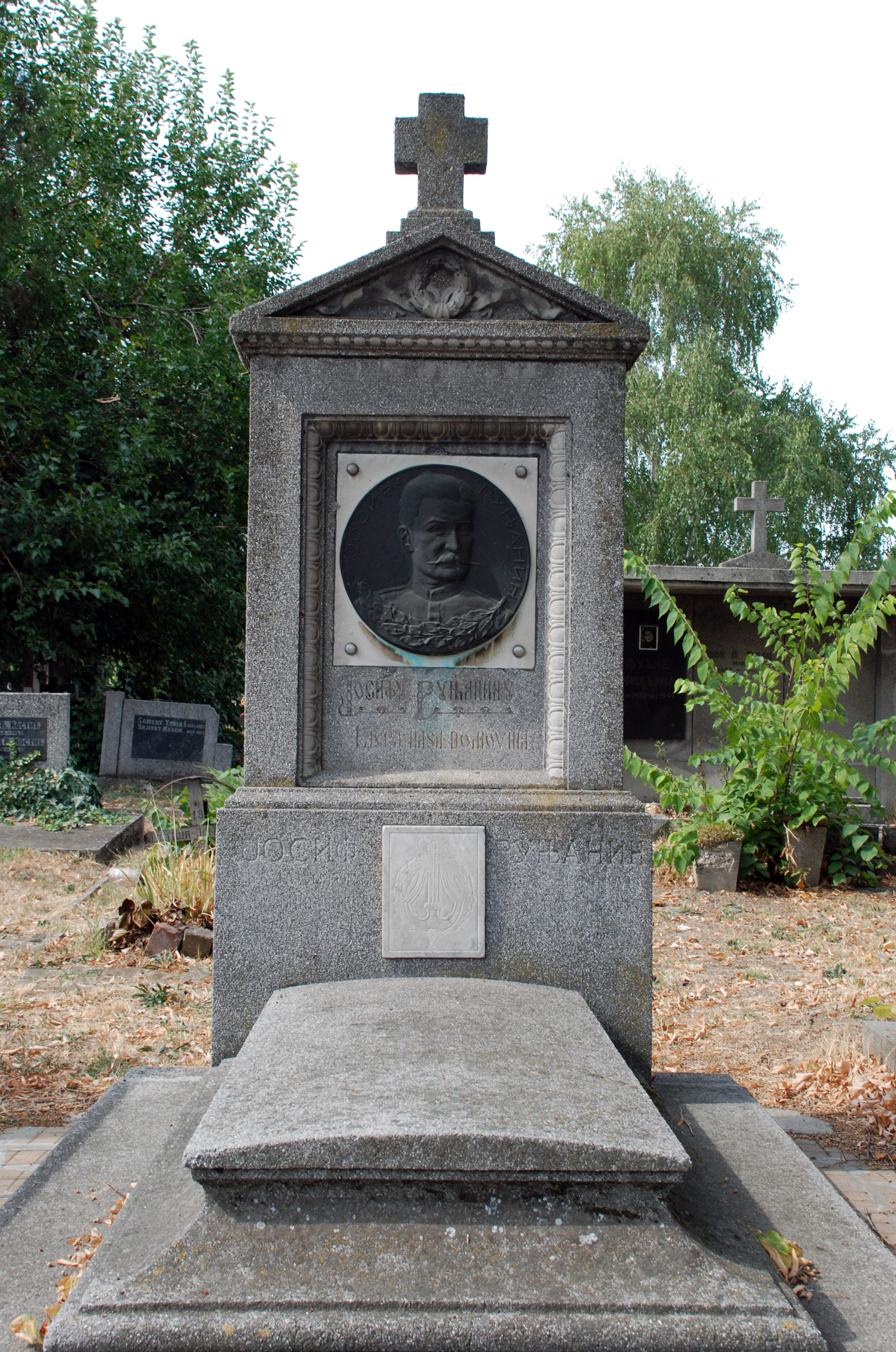
Надгробок на могилі Йосипа Рунянина

Пізніше став полковником. У 1864 році у віці 43 років, Рунянин одружився з дочкою капітана Тома Петковича. У 1865 році обраний до Хорватського сабору. Після виходу на пенсію переїхав у Новий Сад, де помер 2 лютого 1878 року.
Похований на кладовищі у місті Новий Сад.